# Tell Me How You Really Feel
Tell Me How You Really Feel é o segundo álbum de estúdio da cantora e compositora australiana Courtney Barnett, lançado em 18 de maio de 2018 pela sua própria gravadora Milk! Records, Mom + Pop Music e Marathon Artists. O álbum recebeu críticas geralmente positivas dos críticos, com elogios em particular ao estilo musical mais moderado de Barnett em comparação com os lançamentos anteriores. O álbum alcançou sucesso comercial, estreando e chegando ao número 2 no ARIA Charts, número 9 no UK Official Albums Chart e número 22 na Billboard 200. 

## Gravação e produção
O álbum foi gravado nos estúdios Soundpark em Melbourne com o produtor Burke Reid, que também trabalhou no álbum solo anterior de Barnett, Sometimes I Sit and Think, and Sometimes I Just Sit. Barnett foi acompanhada no álbum por sua seção rítmica ao vivo de Bones Sloane (baixo, backing vocals) e Dave Mudie (bateria, backing vocals), bem como o guitarrista Dan Luscombe do The Drones. O álbum também conta com participações especiais das irmãs Deal, Kim e Kelley.  O álbum foi anunciado com um vídeo compartilhado nas redes sociais de Barnett, no qual a cantora experimenta diferentes instrumentos e canta trechos de novas músicas. O primeiro single do álbum, "Nameless, Faceless", foi lançado em 16 de fevereiro de 2018.  Um videoclipe de "Need a Little Time", dirigido por Danny Cohen, foi lançado em 15 de março de 2018. "City Looks Pretty" foi lançado em 19 de abril de 2018 junto com um videoclipe dirigido por Barnett. Um vídeo para "Sunday Roast" foi lançado em 10 de maio de 2018.

## Letras e melodia
Tell Me How You Really Feel é caracterizado por canções de rock casuais com guitarras geralmente arranjadas em estruturas de verso-refrão. O trabalho de guitarra varia de barulhento a suave. Os vocais de Barnett são entregues em seu distinto estilo descontraído "cantado-falado" com letras ricas e rimadas. Entre outros temas, o álbum explora os desafios e frustrações de ser um letrista sobre quem os outros depositaram grandes expectativas. O estilo de Barnett neste álbum foi comparado ao das bandas grunge Nirvana e Hole e aos músicos de indie rock Pavement e Liz Phair. 

## Recepção da crítica

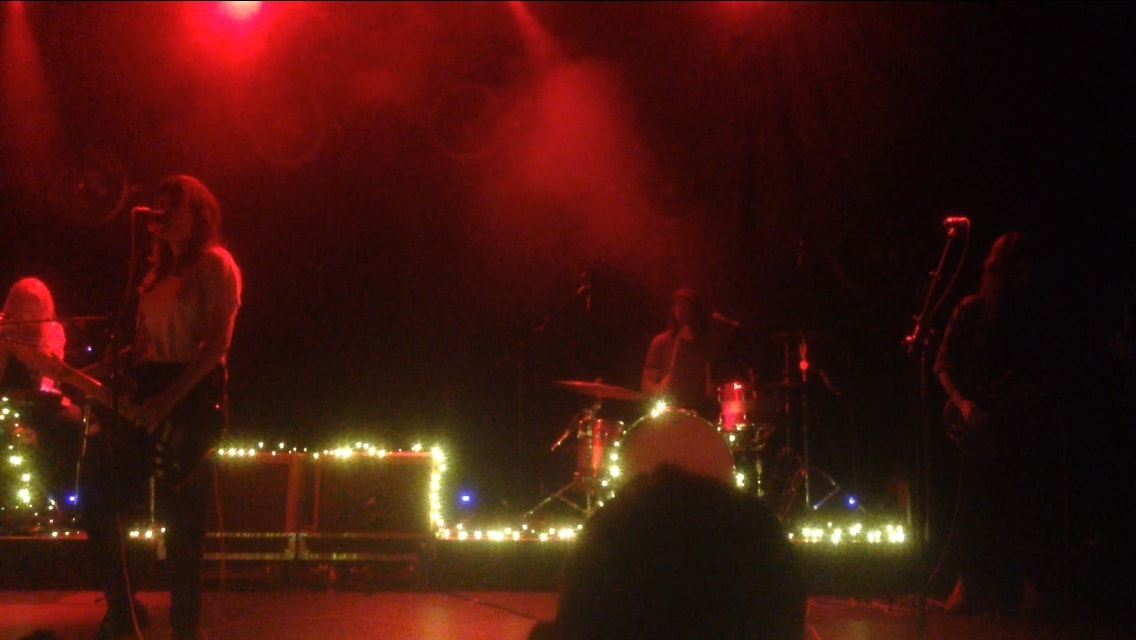
Courtney Barnett se apresentando no The Tivoli em Brisbane em agosto de 2018

Após seu lançamento, Tell Me How You Really Feel recebeu críticas positivas dos críticos. No Metacritic, que atribui uma classificação normalizada de 100 a críticas de críticos convencionais, o álbum recebeu uma pontuação média de 80, com base em 28 críticas. Laura Snapes, da Pitchfork, chamou o álbum de "menor, mais introvertido" e escreveu que a energia mais baixa rendeu um álbum "aventureiro e matizado" que "conta histórias de ternura e frustração". Jeremy Winograd, da Slant Magazine, disse que, embora "possa faltar um pouco da afabilidade instantânea de Sometimes I Sit and Think, and Sometimes I Just Sit de 2015", essa decisão foi intencional".
Escrevendo para o Chicago Tribune, Greg Kot disse que as músicas pareciam "enganosamente dinâmicas, sem esforço". Dannii Leivers, da NME, escreveu que o charme do álbum está na maneira "sombria e melancólica" que Barnett está "expondo suas vulnerabilidades e medos". Nate Rogers, da Flood Magazine, escreveu que "o LP de Barnett é o mais sombrio até hoje - uma queda emocional na afinação, em certo sentido. Ainda mantém-se bagunçado com estilo-Petty. "Charity" e "Crippling Self-Doubt and a General Lack of Self-Confidence" particularmente são grudentas por excelência - mas liricamente, são cruas."
Annie Zaleski de The A.V. Club considerou a natureza lânguida do álbum um prejuízo, dizendo que "falta a energia ágil e vibrante de sua estréia", o que faz com que seja um "registro decepcionante e abafado". Vários críticos concordaram, no entanto, que "Crippling Self-Doubt and a General Lack of Confidence" foi uma música de destaque do álbum, com Kot chamando-a de "pequena joia pop" e Zaleski referindo-se a ela como um "pop em espiral".

## Faixas
| N.º            | Título                                                  | Duração |  |
| 1.             | "Hopefulessness"                                        | 4:48    |  |
| 2.             | "City Looks Pretty"                                     | 4:42    |  |
| 3.             | "Charity"                                               | 4:10    |  |
| 4.             | "Need a Little Time"                                    | 3:58    |  |
| 5.             | "Nameless, Faceless"                                    | 3:15    |  |
| 6.             | "I'm Not Your Mother, I'm Not Your Bitch"               | 1:50    |  |
| 7.             | "Crippling Self-Doubt and a General Lack of Confidence" | 2:48    |  |
| 8.             | "Help Your Self"                                        | 3:02    |  |
| 9.             | "Walkin' on Eggshells"                                  | 4:01    |  |
| 10.            | "Sunday Roast"                                          | 4:44    |  |
| Duração total: | Duração total:                                          | 37:16   |  |

## Ficha técnica
Créditos adaptados do Bandcamp
Músicos
- Courtney Barnett – guitarra, vocal
- Bones Sloane –baixo, backing vocals
- Dave Mudie – bateria, percurssão
- Dan Luscombe – teclados, órgão, guitarra, backing vocals
- Kim Deal – backing vocals (faixas 5 e 7), guitarra (faixa 7)
- Kelley Deal – backing vocals (faixa 7)

Production
- Courtney Barnett – produção; Polaroids, arte de capa
- Burke Reid – produção, gravação, mixagem
- Dan Luscombe – produção
- Guy Davie – masterização